# North Alamo, Texas
North Alamo là một nơi ấn định cho điều tra dân số (CDP) thuộc quận Hidalgo, tiểu bang Texas, Hoa Kỳ. Năm 2010, dân số của nơi này là 3235 người.

## Dân số
- Dân số năm 2000: 2061 người.
- Dân số năm 2010: 3235 người.